# Црква Покрова Пресвете Богородице у Радљеву
Црква Покрова Пресвете Богородице у Радљеву, насељеном месту на територији општине Уб, подигнута је 1873. године, на месту старије цркве брвнаре. Црква припада Епархији ваљевској Српске православне цркве.

## Црква брвнара
Црква брвнара саграђена је 1826. године, а као ктитор се спомиње Јован Ишић из Радљева који је цркви поклонио и земљиште за порту. Земљиште које је Јован Ишић поклонио за грађење цркве, било је под шумом. Крчењем простора на коме ће се градити црква, поклоњена је и грађа. На горњем јужном делу порте налазило се неколико храстова, од којих је преостао само један храст. Поред цркве подигнут је дрвени звоник. Звоно је набавио и цркви поклонио Димитрије М. Кедић и угравирао име оца Милића Кедића.

## Данашња црква
Градња данашње цркве је завршена 1873. године, док је иконостас, дело је сликара В. Марковића и И. Павловића,  урађен 1893. године. У току двадесетог века рађено је више санационих захвата. Због појаве напрслина у подужним зидовима, морали су бити урађени армирано бетонски серклажи испод кровних венчаница, а серклажи су повезивани хоризонталним челичним шипкама, затегама и стегама.
Земљотрес 1998. године изазвао је напрслине на спојевима подужних зидова главног црквеног брода са зидовима црквеног торња. Зато је извршено ојачање конструкције торња, уграђивањем ојачања укрштеним челичним дијагоналама. Такође је обновљен кровни покривач. У цркви су постављене мермерне плоче са именима страдалих учесника Првог светског рата.
У порти, око цркве налазе се гробови свештеника, као и других значајних људи.